# مانويل دا سيلفا روزا
مانويل دا سيلفا روزا (بالبرتغالية: Manuel da Silva Rosa‏) هو موسيقي وعالم حاسوب ومؤرخ وكاتب وشاعر برتغالي، ولد في 1961 في Pico Island ‏ في البرتغال.